# Rue des Irlandais
La rue des Irlandais est une voie du 5e arrondissement de Paris située dans le quartier du Val-de-Grâce.

## Origine du nom
Elle porte ce nom car l'ancien collège des Irlandais était situé au n° 5 de cette rue.

## Historique
Anciennement « rue du Cheval-Vert » vers 1600, elle prend le nom de « rue des Irlandais » le 6 février 1807 à la demande du proviseur du collège des Irlandais situé au no 5 qui fut le lieu d'accueil de nombreux Irlandais à partir de 1769 après son déménagement du collège des Lombards de la rue des Carmes où il résidait depuis 1677. Il est devenu aujourd'hui le Centre culturel irlandais de Paris.

## Bâtiments remarquables et lieux de mémoire
- Au no 5, le Centre culturel irlandais de Paris, ancien collège des Irlandais.
- La rue débouche sur les bâtiments de recherche Constant Burg de l'Institut Curie.

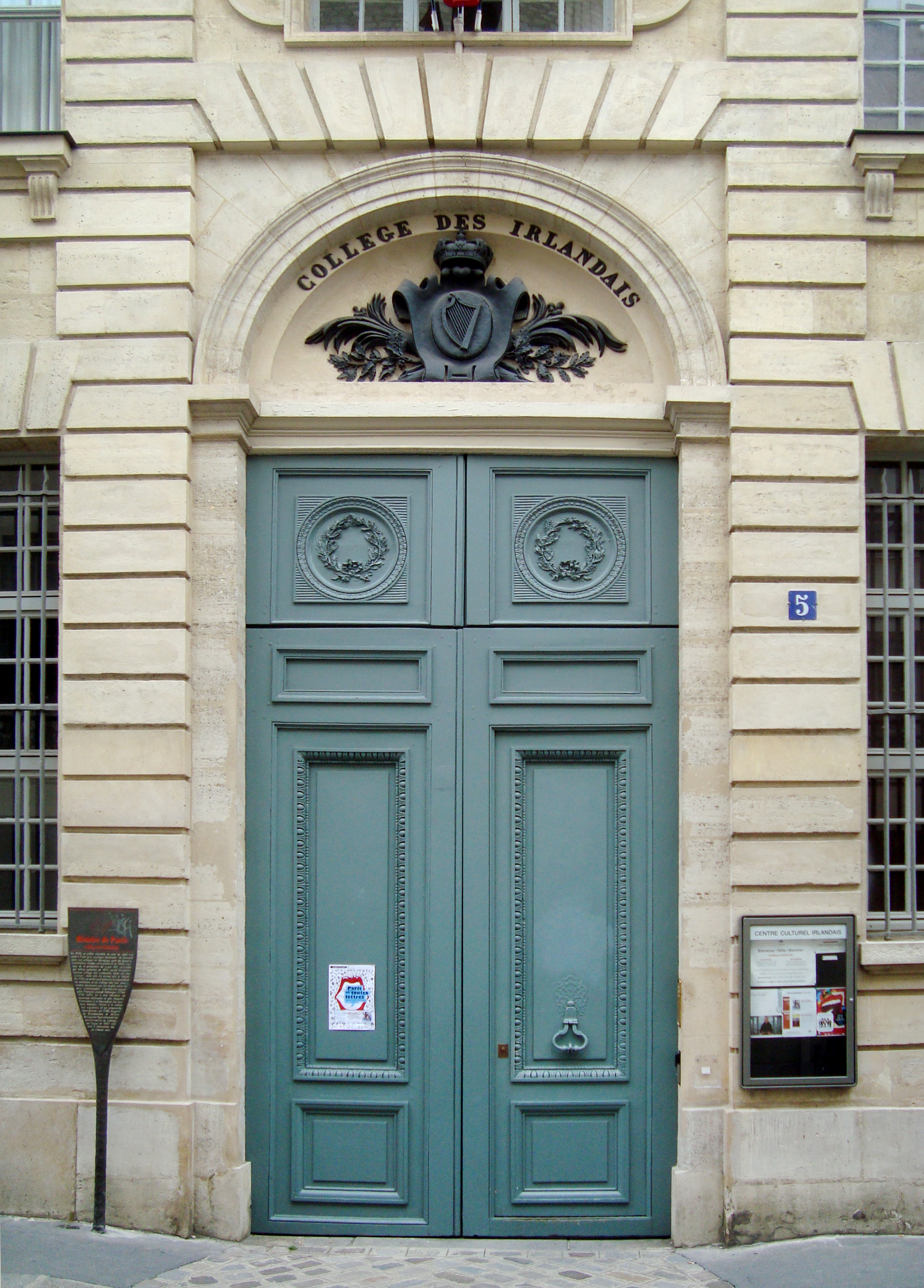
L'ancien collège des Irlandais.